# Storia del Fußball-Club Bayern München
Questa pagina tratta la storia del storia del Fußball-Club Bayern München.
Fondato il 27 febbraio 1900, il Bayern Monaco è il club sportivo con il maggior numero di affiliati al mondo (293.000 al novembre 2019). La sezione calcistica del Bayern milita nella Bundesliga, la massima divisione del campionato tedesco di calcio, ininterrottamente dalla stagione agonistica 1965-1966 ed è la squadra tedesca più titolata, potendo vantare nella propria bacheca 33 campionati, 20 coppe nazionali, 10 Supercoppe di Germania e 6 Coppe di Lega tedesche, nonché una tra le più vittoriose del mondo, essendosi aggiudicata 6 Coppe dei Campioni/Champions League, una Coppa UEFA, una Coppa delle Coppe, 2 Supercoppe UEFA, 2 Coppe Intercontinentali e 2 Coppe del mondo per club.

## Dalla fondazione alla Bundesliga (1900-1965)

### Fondazione ed esordi (1900-1910)

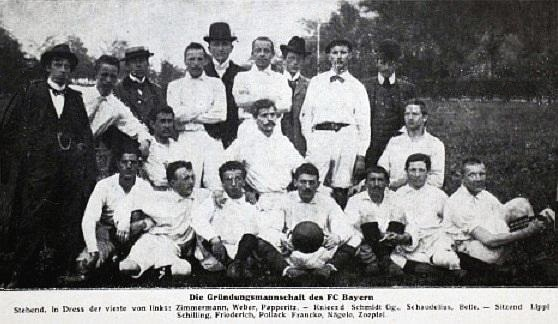
Il Bayern Monaco nel 1900

Il Bayern Monaco viene fondato il 27 febbraio 1900 a Monaco di Baviera, precisamente al Café Gisela, che si trova nel distretto di Schwabing. I primi undici membri provengono dal MTV München von 1879, e sono capitanati da Franz John. La fondazione di una società separata si rende necessaria in quanto l'MTV è incentrato maggiormente sulla ginnastica, mentre i fuoriusciti vogliono aderire alla SFV, l'associazione dei club di calcio della Germania meridionale.
Il Bayern adotta come colori sociali il bianco e l'azzurro, che sono anche quelli della Baviera, e la prima divisa consiste semplicemente in una maglia bianca e dei pantaloncini neri. John viene eletto presidente della neonata società, con gli altri fondatori che provengono in gran parte da Berlino, Friburgo, Lipsia e Brema. A pochi giorni dalla nascita, il 1º marzo, viene giocata la prima partita, contro il Monaco 1896, che viene vinta per 5-2. Ben presto la squadra inizia ad attrarre numerosi calciatori, tra cui tre provenienti dal Monaco 1860.
Nel 1905 si verifica la prima unione, quella con il Münchner SC, e in questa occasione vengono adottati gli attuali colori, il bianco e il rosso; di qui a poco, inoltre, il club comincia a giocare in un campo sulla Leopoldstraße, inoltre Max Gablonsky diventa il primo calciatore del Bayern ad essere convocato in Nazionale.

### Primo dopoguerra e primi titoli (1918-1932)

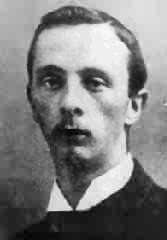
L'inglese William Townley, che guida il club negli anni dieci

Dopo la sospensione delle attività causata dalla prima guerra mondiale, un campionato regolare viene ripristinato nella stagione 1919-1920. Contemporaneamente, nell'ottobre 1919, il Bayern Monaco si fonde con il Turnverein Jahn TuSpV Bayern, e la carica di allenatore passa all'inglese William Townley. Già negli anni prima della guerra il club aveva avuto degli allenatori d'Oltremanica: Taylor e Charles Griffith, oltre allo stesso Townley. Nella primavera del 1924 la società attua la Reinliche Scheidung (netta separazione di discipline sportive) con il TuSpV Baviera, e si costituisce come sodalizio indipendente con il nome FC Bayern München. L'allenatore è Jim McPherson, un altro inglese.
La squadra intanto ha iniziato a giocare nelle competizioni regionali bavaresi, ottenendo presto successo. Qui le rivali più agguerrite si chiamano Norimberga e Fürth, e proprio contro questi ultimi si gioca la finale del campionato della Germania meridionale del 1926. La partita di ritorno viene giocata in quello che è da poco diventato il teatro delle partite casalinghe, il Grünwalder Stadion, e viene trasmessa in diretta radiofonica: alla fine a prevalere sono i padroni di casa, per 4-3. I Rossi partecipano così alla fase nazionale ma vengono eliminati negli ottavi di finale, dopo aver perso 2-0 contro il Fortuna Lipsia. Una nuova partecipazione allo stesso torneo è datata 1928: in quest'edizione il Bayern, guidato dell'ungherese Leo Weisz, batte Wacker Halle e SpVgg Sülz 07 prima di raggiungere la semifinale. Qui il cammino però si arresta: fatale è l'incontro con i futuri campioni dell'Amburgo, che vincono la sfida per 8-2.
Il primo titolo tedesco arriva ad ogni modo poco dopo, nel 1932, al quarto tentativo, quando Richard Kohn guida un gruppo che comprende tra gli altri Oskar Rohr, Josef Bergmaier e Ludwig Goldbrunner. Il Bayern sconfigge in semifinale il forte Norimberga prima di accedere alla finale nazionale, che si gioca contro l'Eintracht Francoforte proprio a Norimberga: in città accorrono migliaia di sostenitori dei bavaresi, che vedono vincere i Rossi per 2-0.

### Gli anni del Terzo Reich (1933-1945)
La situazione cambia però rapidamente: il nazismo prende il potere in Germania, e il Bayern viene presto considerato dalle autorità come un club ebreo. Così Kohn si trasferisce in Spagna, mentre peggior sorte ha il presidente Kurt Landauer, che viene deportato per trentatré giorni nel campo di concentramento di Dachau.
Comunque anche da un punto di vista strettamente calcistico la squadra non ha vita facile durante la dittatura di Adolf Hitler: in seguito alla riforma del campionato voluta dal regime si ritrova a giocare nella Gauliga Bayern, ma non ottiene risultati significativi in questo periodo. Solo nel 1944 riesce a vincere il proprio campionato, ma non fa molta strada nella competizione nazionale.

### Secondo dopoguerra, anni bui e risalita (1945-1957)

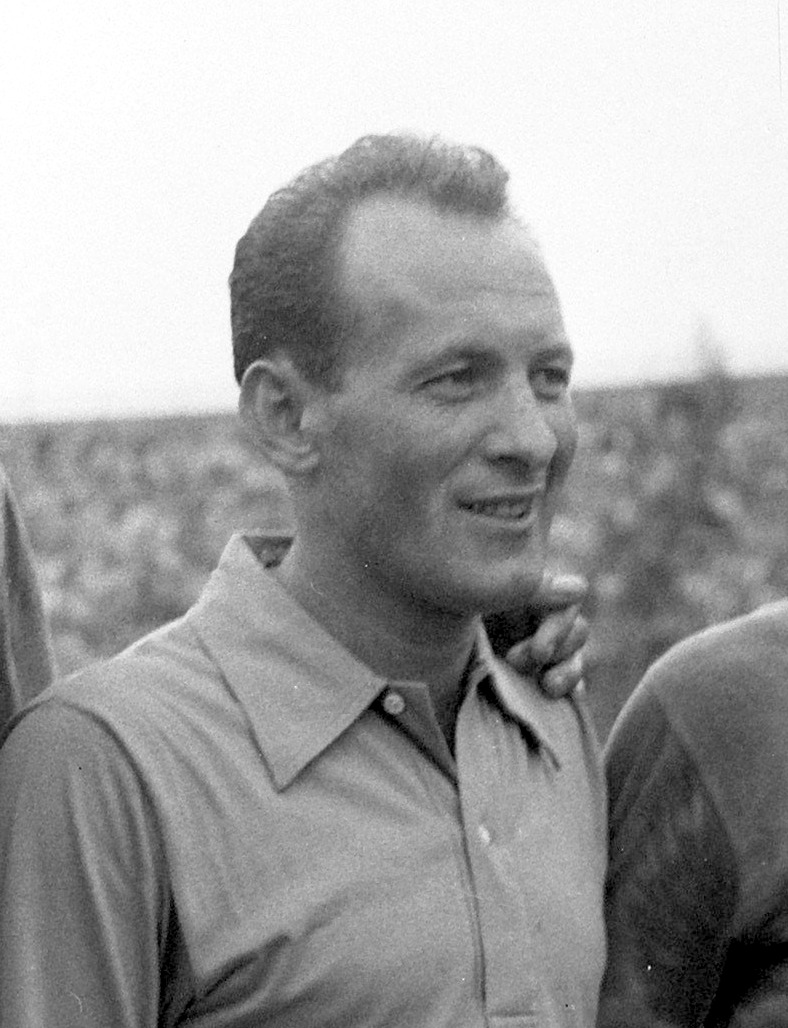
Zlatko Čajkovski nel 1953

Nel dopoguerra Monaco entra a far parte della Germania Ovest, e nel novembre 1945 i bavaresi vengono quindi inseriti in una delle cinque neo costituite massime divisioni nazionali, l'Oberliga Süd. Pur essendo questi anni positivi per la crescita del club, che arriva ad avere a più di mille membri, il Bayern stenta però ad emergere. Tocca infatti uno dei punti più bassi della propria storia nella stagione 1955-1956, quando, con in rosa anche il campione del Mondo Hans Bauer, si trova a giocare in seconda divisione. La squadra viene comunque subito promossa, e nel 1957 conquista la Coppa della Germania meridionale, che dà l'accesso alla coppa nazionale. Qui i Rossi ottengono il loro primo successo, dopo aver sconfitto per 1-0 il Fortuna Düsseldorf, davanti a 42.000 spettatori.

### Verso la Bundesliga (1957-1965)
Il 16 ottobre 1962 il Bayern esordisce in campo internazionale, sconfiggendo il Basilea XI per 3-0 nel primo turno della Coppa delle Fiere 1962-1963; viene poi eliminato nei quarti di finale (1-4 e 0-0) dalla futura finalista della manifestazione, la Dinamo Zagabria.
Un grosso cambiamento si verifica nel 1963, quando nasce la Bundesliga, cioè il primo massimo campionato tedesco occidentale composto da un unico girone all'italiana. Vi accedono sedici squadre provenienti dalle cinque Oberligen, ma tra queste non figura il Bayern: questo perché la Federazione decide di non ammettere più di un club per città, e sono già presenti i concittadini del Monaco 1860. Ad ogni modo la società ingaggia Zlatko Čajkovski, allenatore jugoslavo che ha già vinto il campionato tedesco con il Colonia, e accede ad una delle neonate seconde divisioni, la Regionalliga Süd.
L'ingresso in Bundesliga è comunque rimandato di poco, al 1965, quando i Rossi vincono i play-off e vengono promossi, dopo aver mancato questo risultato la stagione precedente. Parte del merito va sicuramente a Rainer Ohlhauser, che segna ben quarantadue gol e stabilisce un record di marcature arrivato fino ai giorni nostri, tuttavia fanno già parte di questa squadra tre giocatori sui quali il club costruirà i propri successi negli anni a venire: Sepp Maier, Franz Beckenbauer e Gerd Müller.

## Gli anni d'oro (1965-1979)

### Consolidamento in Bundesliga (1965-1970)

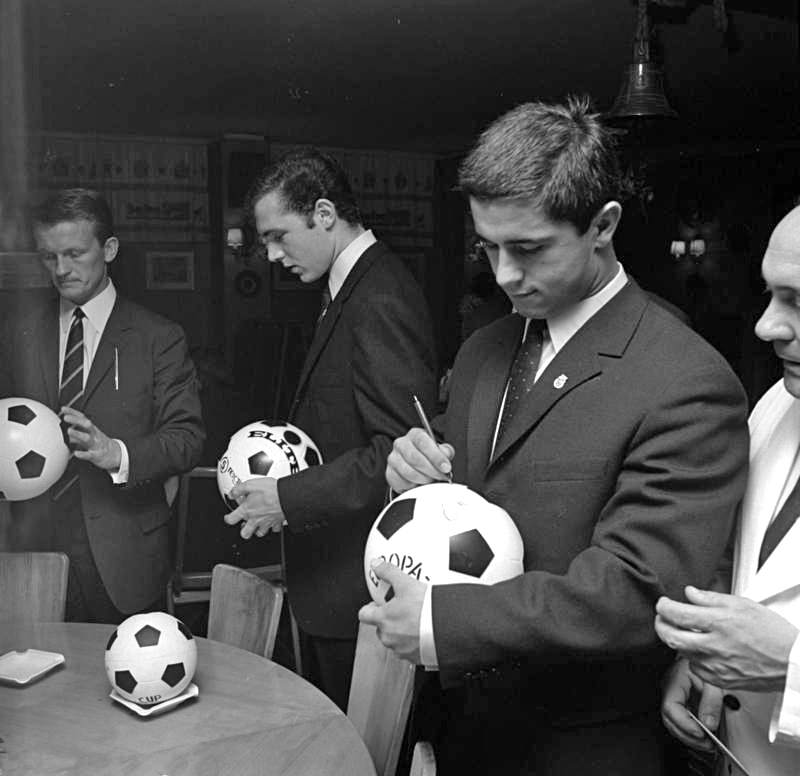
Sepp Maier, Franz Beckenbauer, e Gerd Müller nel 1967

I bavaresi si adattano presto alla nuova realtà: nella prima stagione ottengono subito un terzo posto in campionato, inoltre conquistano la seconda coppa nazionale. Grazie a questo successo partecipano poi alla Coppa delle Coppe 1966-1967, e qui, anche grazie ai gol del capocannoniere Müller, arrivano a disputare la finale di Norimberga. La partita, giocata contro i Rangers, viene risolta ai tempi supplementari da un gol di Franz Roth, e il trofeo così conquistato segue quello dei connazionali del Borussia Dortmund. Nella stessa stagione la squadra conquista la terza coppa nazionale, mentre in quella successiva è protagonista di un'altra buona prova nella Coppa delle Coppe, arrivando fino alle semifinali. Qui affronta il futuro vincitore, il Milan di Nereo Rocco, perdendo all'andata in Italia per 2-0 e pareggiando senza gol nel ritorno.

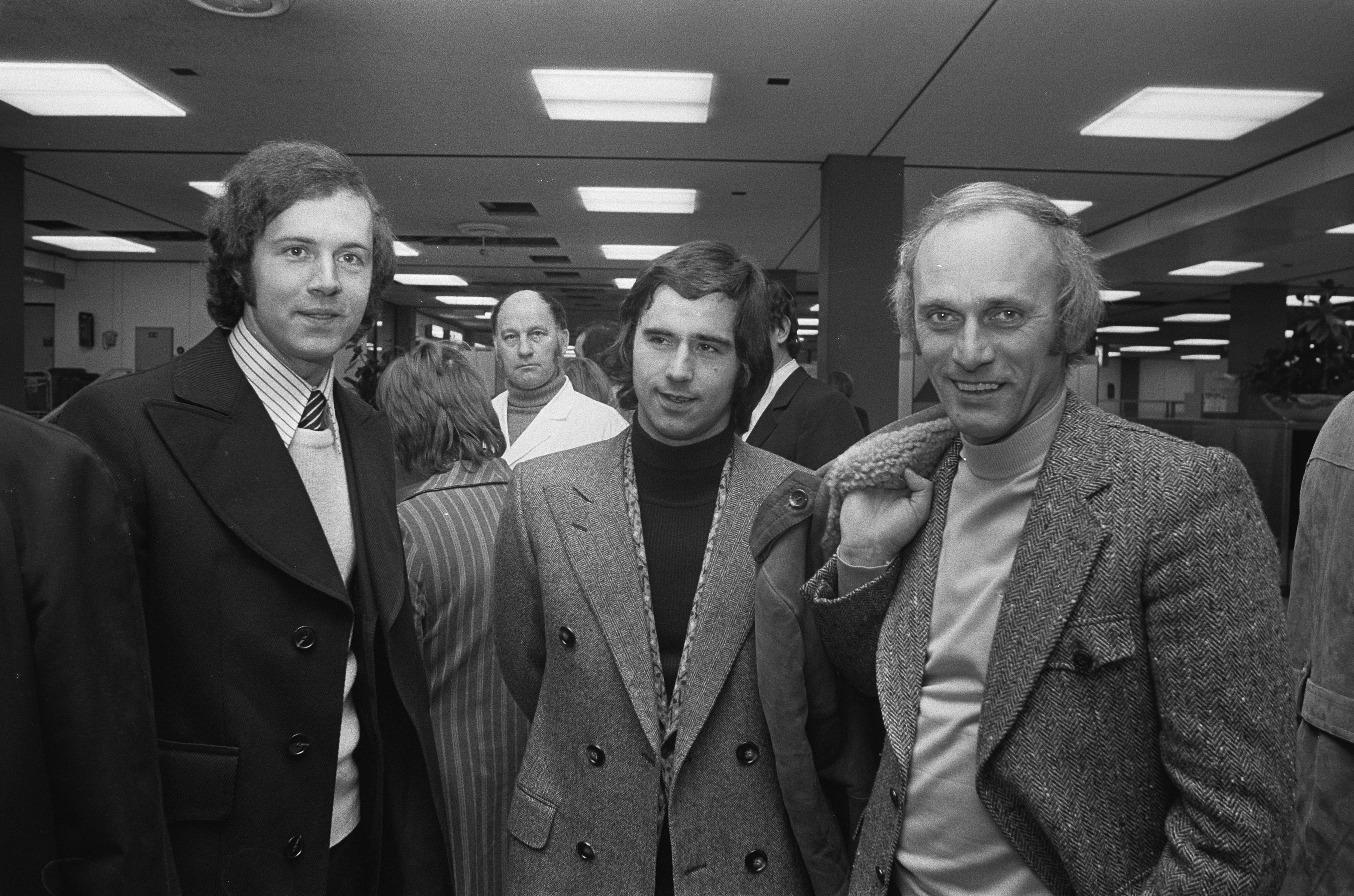
Franz Beckenbauer, Gerd Müller e Udo Lattek nel 1973

È il successore di Čajkovski, Branko Zebec, a guidare i Rossi alla vittoria del primo titolo in Bundesliga nella stagione 1968-1969, nella quale viene conquistata anche la Coppa di Germania: è il primo double nella storia del calcio tedesco; a livello personale Müller diventa invece per la seconda volta il capocannoniere del campionato. La prima partecipazione alla Coppa dei Campioni termina però al primo turno, dopo l'incontro con il Saint-Étienne, e nel marzo 1970 Zebec viene sostituito da Udo Lattek.

### Successi internazionali (1970-1975)
Lattek è il secondo di Helmut Schön sulla panchina della nazionale, ma è giovane e non ha molta esperienza alle spalle. Ad ogni modo viene contattato da Beckenbauer per conto della dirigenza prima di un'amichevole disputata a Siviglia, e decide di accettare l'incarico. Più offensivo del suo predecessore, decide di dare spazio alle individualità dei singoli: inizia subito conducendo i bavaresi al secondo posto in campionato, e lo stesso fa in quello successivo. Però in quest'ultimo caso i Rossi vengono sorpassati dal Borussia Mönchengladbach nell'ultima giornata, anche se conquistano la quinta Coppa Nazionale. Intanto al gruppo si sono aggiunti anche Hans-Georg Schwarzenbeck, Paul Breitner e Uli Hoeneß, mentre Müller ha già ottenuto importanti riconoscimenti a livello personale: nel 1970 vince sia il Pallone d'oro che la Scarpa d'oro, ed è anche capocannoniere ai Mondiali messicani.

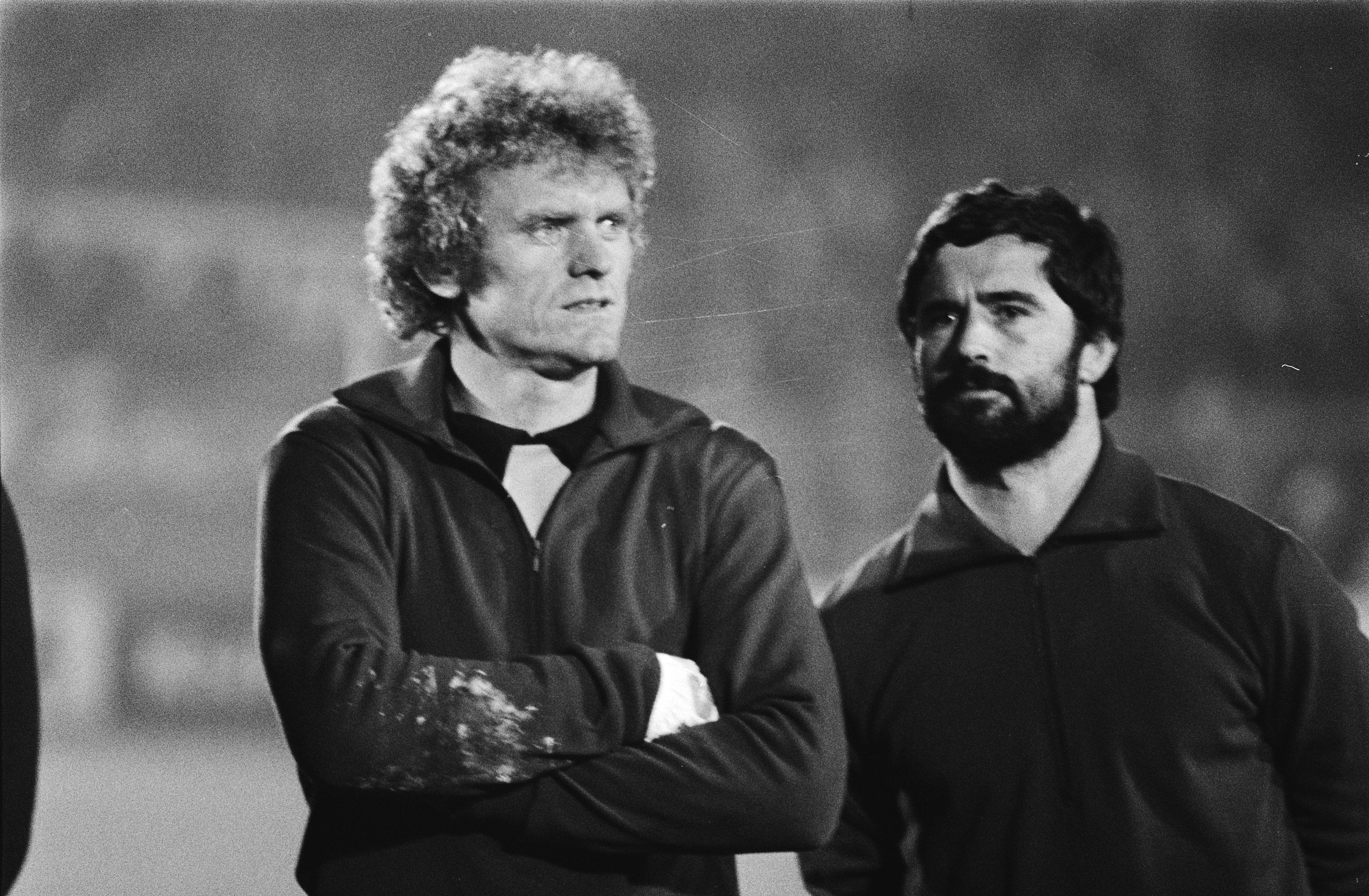
Sepp Maier e Gerd Müller nel 1978

Con Lattek il Bayern conquista il titolo tedesco nella stagione 1971-1972, e stabilisce inoltre numerosi record, tra cui quello del numero di punti ottenuti e dei gol fatti. Anche in questa occasione è decisiva la sfida dell'ultima giornata, che si disputa ora contro lo Schalke 04: i bavaresi sono infatti in testa alla classifica, ma gli avversari sono indietro di un solo punto. Questa partita, che inaugura il nuovo Olympiastadion, è anche la prima di Bundesliga ad essere trasmessa in diretta televisiva, e viene vinta dai padroni di casa per 5-1. Intanto nella Coppa delle Coppe i tedeschi erano stati eliminati in semifinale dai futuri campioni dei Rangers, ma negli ottavi avevano sconfitto il Liverpool. Nella stagione successiva arriva il quarto titolo tedesco, mentre in Coppa dei Campioni il Bayern viene eliminato dall'Ajax di Johan Cruijff che si avvia a conquistare il terzo titolo consecutivo nella manifestazione; intanto Beckenbauer ha vinto il suo primo Pallone d'oro precedendo Müller, che, miglior marcatore d'Europa, è stato invece premiato con la seconda Scarpa d'oro e diventa anche capocannoniere nell'Europeo in Belgio, vinto con la Nazionale.

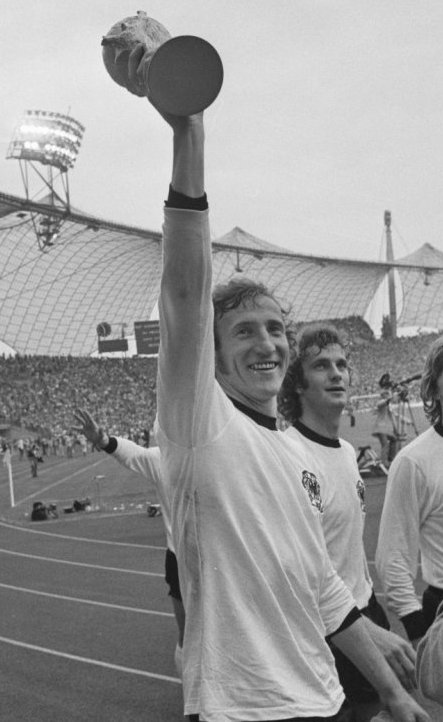
Hans-Georg Schwarzenbeck con la maglia della Nazionale mentre solleva la Coppa del Mondo 1974

I tedeschi partecipano alla Coppa dei Campioni 1973-1974, dove nel primo turno incontrano l'Åtvidabergs. Vincono l'incontro casalingo per 3-1, ma nel ritorno si trovano in svantaggio per 3-0; si assicurano comunque il passaggio del turno ai calci di rigore, e decidono di acquistare dagli svedesi il protagonista della gara, Conny Torstensson, autore tra l'altro di una doppietta. In seguito il Bayern elimina tra gli altri i cugini della Dinamo Dresda, e arriva poi a disputare la finale di Bruxelles contro l'Atlético Madrid. I Rossi arrivano nella capitale belga con i favori del pronostico ma non riescono a sbloccare la partita, che prosegue ai tempi supplementari. Inaspettatamente sono però gli spagnoli a portarsi in vantaggio, grazie ad un gol di Luis Aragonés a sei minuti dal termine. Ad ogni modo, poco prima che la partita finisca, Schwarzenbeck riesce a pareggiare con un tiro da 25 metri, e in base al regolamento vigente, per la prima e unica volta nella storia è necessaria la ripetizione della partita. Questa si gioca il 17 maggio sempre nello stesso stadio, e vede questa volta prevalere nettamente il Bayern per 4-0, grazie alle doppiette di Hoeneß e Müller; intanto la squadra aveva già vinto il quinto titolo tedesco, mentre poco dopo molti giocatori del club vincono il Mondiale di casa.

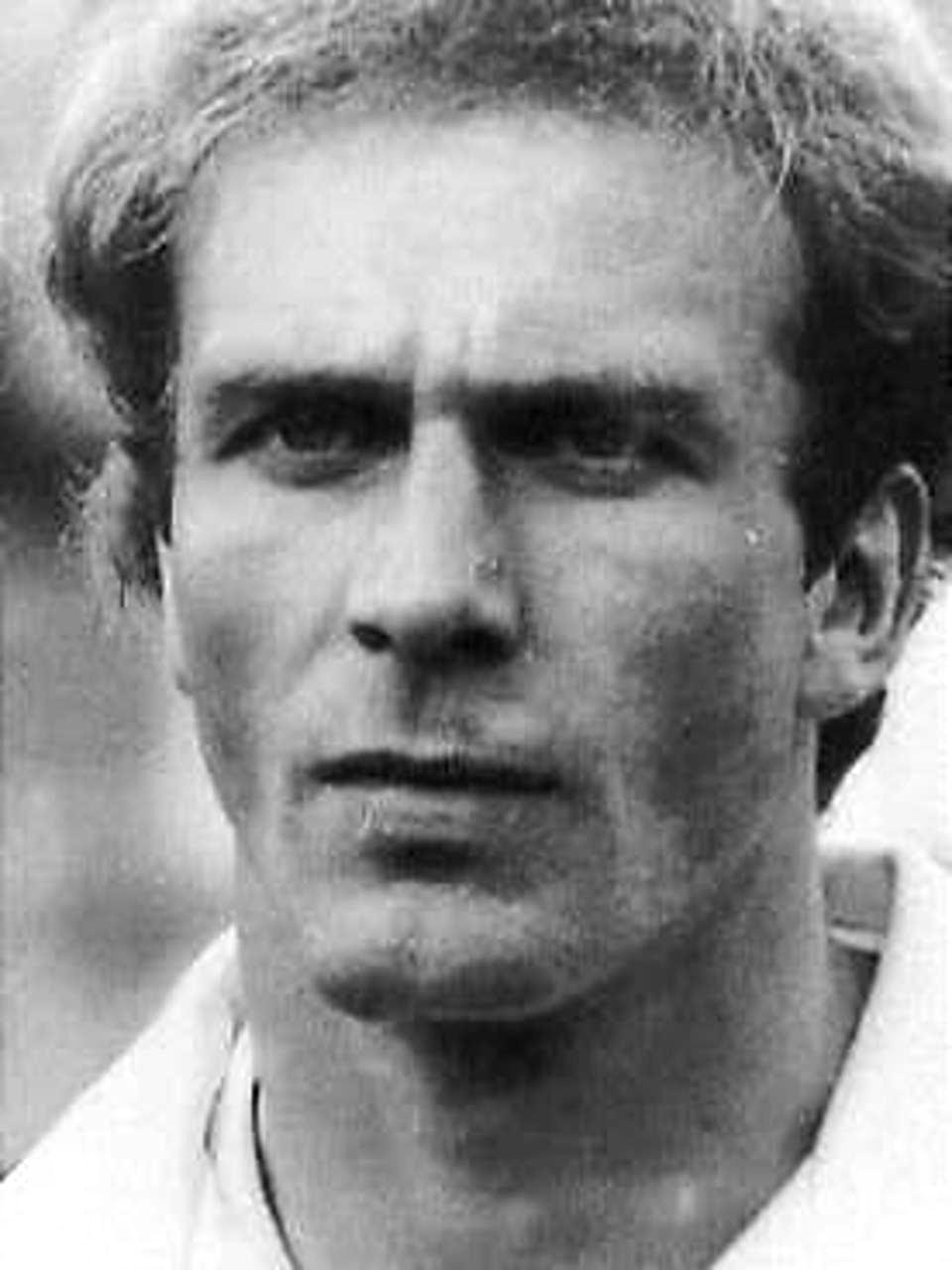
Karl-Heinz Rummenigge nel 1982

Nella stagione 1974-1975 si registrano l'addio di Breitner, che si trasferisce al Real Madrid, e l'ingresso nella rosa titolare del giovane Karl-Heinz Rummenigge. La società, prendendo una decisione simile a quella dall'Ajax di qualche anno prima, sceglie di non partecipare alla Coppa Intercontinentale. Non si tiene invece l'edizione della Supercoppa UEFA, nella quale il Bayern avrebbe dovuto incontrare il Magdeburgo; le due squadre si incontrano però nella successiva Coppa dei Campioni, e sono i bavaresi a passare il turno.
La squadra aveva tuttavia iniziato il campionato perdendo per 6-0 contro il Kickers Offenbach, e in gennaio Lattek viene licenziato quando il club si trova in quattordicesima posizione. Viene sostituito da Dettmar Cramer, che, pur non riuscendo a migliorare di molto le sorti in campionato, porta i tedeschi a disputare la seconda finale di Coppa dei Campioni consecutiva. La partita si gioca il 28 maggio 1975 a Parigi contro il Leeds United di Joe Jordan, e viene vinta dal Bayern per 2-0 grazie ai gol di Franz Roth e di Gerd Müller. Tuttavia Björn Andersson deve abbandonare il campo nei primi minuti a causa di un duro contrasto, mentre Uli Hoeneß subisce un grave incidente al ginocchio che condizionerà il prosieguo della sua carriera; gli inglesi si lamentano invece per alcune decisioni arbitrali a loro sfavorevoli. Purtroppo questa finale sarà ricordata anche per le violenze degli hooligan inglesi, che inducono la UEFA a squalificare il Leeds dalle competizioni europee per qualche anno.

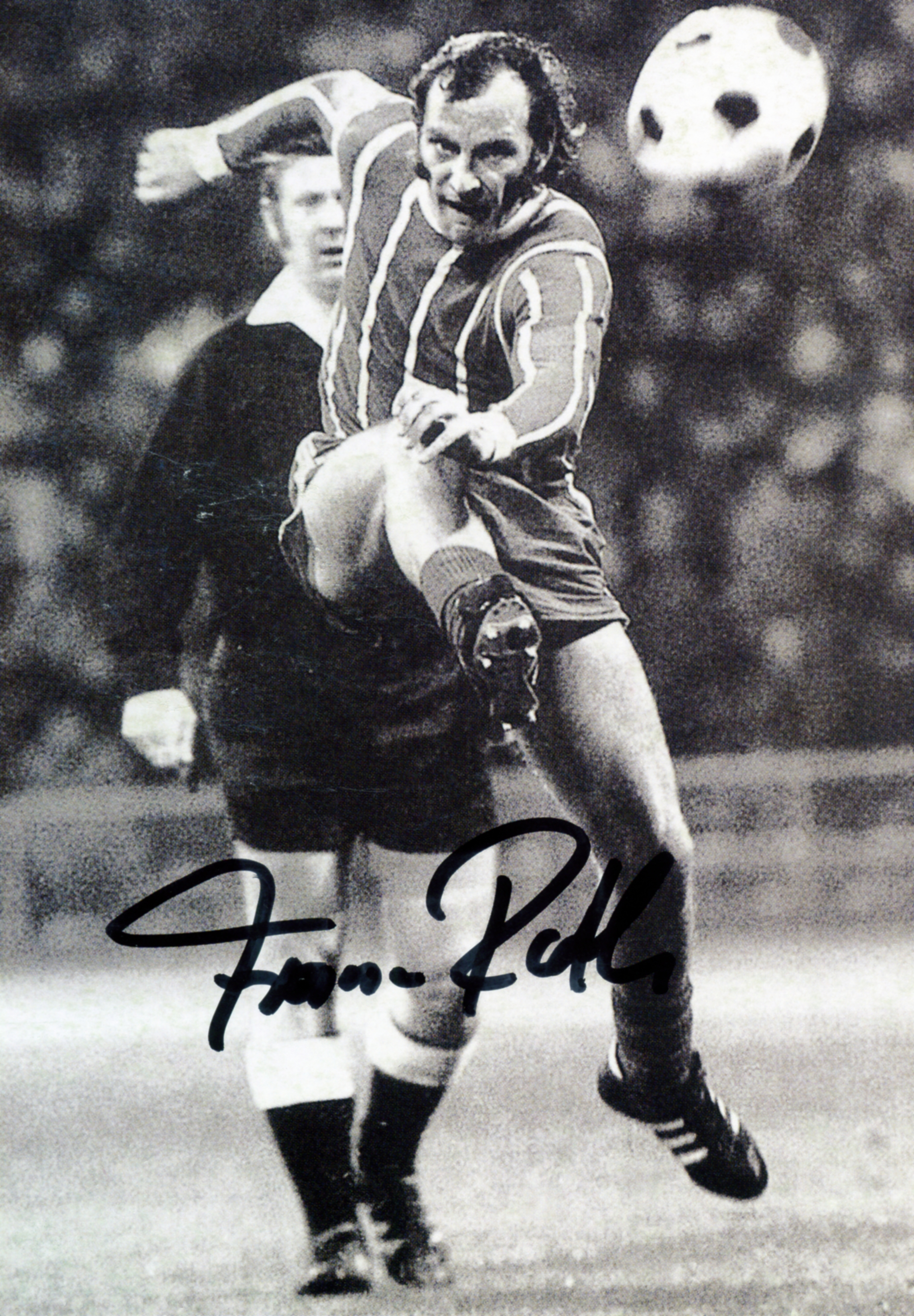
Franz Roth, autore di tre gol in altrettante finali europee con la maglia del Bayern.

Nella stagione 1975-1976 la Coppa Intercontinentale non viene disputata, ma nella Supercoppa UEFA i sovietici della Dinamo Kiev riescono a vincere entrambe le gare, e ad aggiudicarsi quindi il trofeo. I tedeschi partecipano alla Coppa dei Campioni 1975-1976 come detentori del trofeo, ed eliminano anche il Real Madrid di Breitner prima di arrivare per il terzo anno consecutivo in finale. La partita si disputa a Glasgow contro il Saint-Étienne, squadra francese già battuta nell'edizione precedente della manifestazione, e viene vinta grazie ad un gol di Franz Roth nel secondo tempo. In questo modo il giocatore segna il suo terzo gol in una finale europea, mentre il Bayern conquista per tre volte consecutive il trofeo e se lo può quindi tenere definitivamente.

### Anni di transizione (1976-1979)
La stagione 1976-1977 inizia con la sconfitta nella Supercoppa UEFA, che viene vinta dall'Anderlecht, ma prosegue con la Coppa Intercontinentale. La partita di andata, disputata a Monaco nella neve, vede i Rossi sconfiggere i brasiliani del Cruzeiro per 2-0 grazie ai gol di Gerd Müller e di Jupp Kapellmann, che arrivano verso la fine dell'incontro; un pareggio a reti inviolate in Sudamerica vale poi la conquista della coppa.
Il trofeo mondiale è però l'ultimo successo di questo periodo: i bavaresi incontrano nuovamente la Dinamo Kiev, nei quarti della successiva Coppa dei Campioni, e ne escono sconfitti. Intanto Beckenbauer ha vinto il Pallone d'oro 1976, ma a fine stagione si trasferisce nel New York Cosmos; va così a giocare nella NASL, e due anni dopo sarà seguito anche da Müller, che si legherà invece al Fort Lauderdale Strikers. Sempre nello stesso periodo il Bayern raggiunge il peggior piazzamento di sempre in campionato, un dodicesimo posto nel 1977-1978, mentre continuano gli addii: Uli Hoeneß si trasferisce per una stagione al Norimberga prima di abbandonare il calcio giocato a soli ventisette anni, Hans-Georg Schwarzenbeck lascia per la rottura del tendine di Achille, ed infine Sepp Maier è vittima di un incidente automobilistico e deve terminare anch'egli la carriera.

## DalFC BreitniggealFC Hollywood(1979-1998)

### Il ritorno al successo (1979-1991)

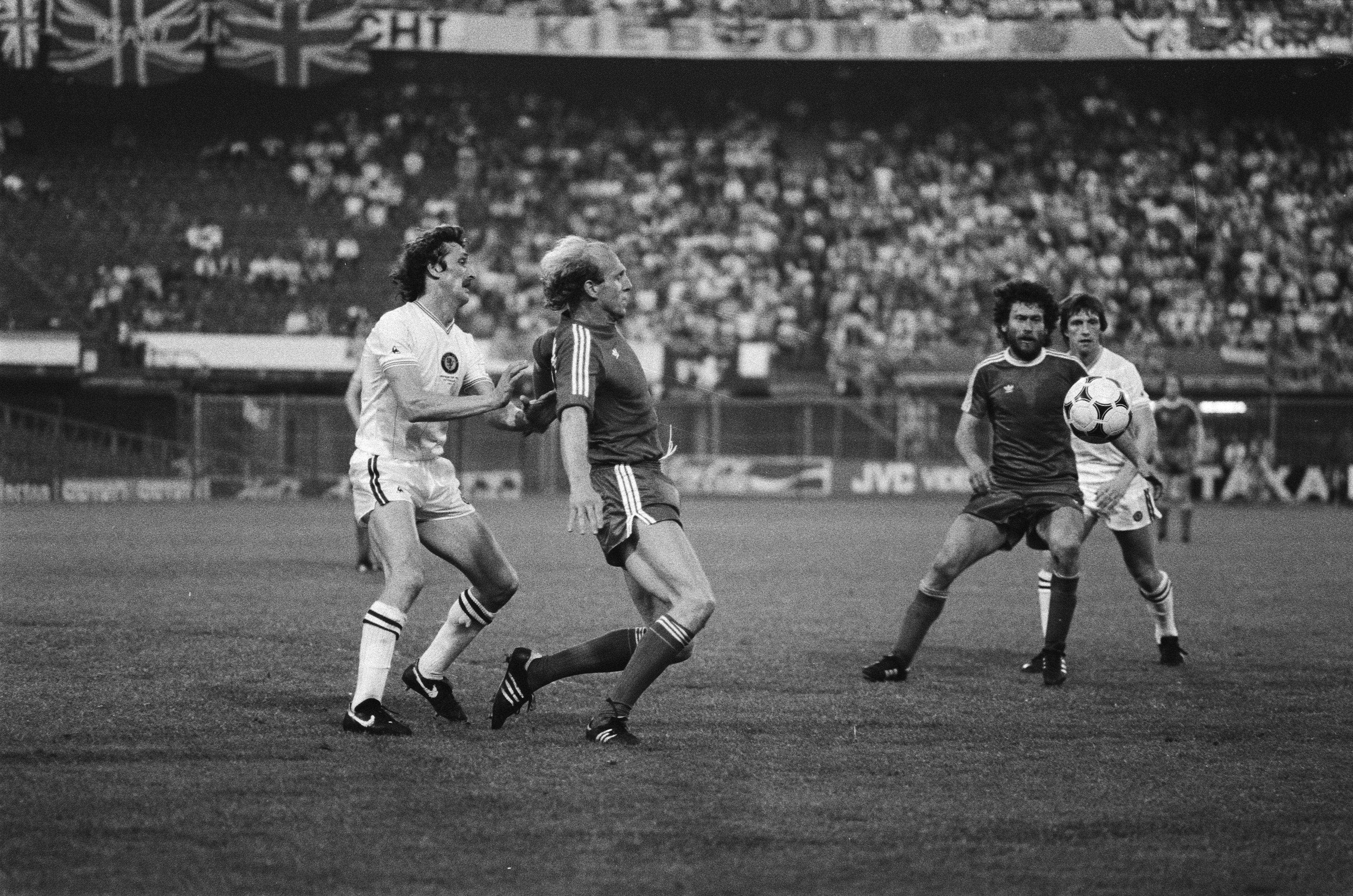
Dieter Hoeneß e Paul Breitner durante la finale della Coppa dei Campioni 1981-1982

A fronte dei numerosi addii si registrano comunque nuovi inserimenti, tra i quali quelli di Klaus Augenthaler e di Dieter Hoeneß, fratello minore di Uli, assunto invece come dirigente. Si assiste anche al ritorno di Paul Breitner, che guida in campo la squadra insieme a Karl-Heinz Rummenigge; si parla infatti di FC Breitnigge.
Durante la stagione 1978-1979 è l'ungherese Pál Csernai a sedersi sulla panchina del club, ed attua subito dei cambiamenti: introduce un nuovo schieramento della difesa e sposta Rummenigge dalla posizione di trequartista a quella di attaccante. Così, nella stagione 1979-1980 la squadra torna a vincere il campionato dopo sei anni, e arriva inoltre alle semifinali di Coppa UEFA insieme ad altre tre squadre della Germania Ovest. Viene però battuta nettamente dai futuri campioni dell'Eintracht Francoforte, proprio come nell'edizione 1977-1978 della stessa manifestazione. Anche nella stagione successiva il Bayern conquista il campionato e raggiunge nuovamente le semifinali in una competizione europea, questa volta nella più prestigiosa Coppa dei Campioni. Ad avere la meglio, grazie alla regola dei gol fuori casa, sono però i futuri campioni del Liverpool, ad ogni modo Rummenigge è il capocannoniere della manifestazione. L'attaccante vince poi il Pallone d'oro per il secondo anno consecutivo, e in questa edizione Breitner si classifica al secondo posto. Nella stagione 1981-1982 viene vinta la sesta coppa di Germania e viene raggiunta la quarta finale della Coppa dei Campioni. Anche se nei primi tre posti della classifica marcatori della manifestazione figurano Hoeneß, Rummenigge e Breitner, a Rotterdam è nuovamente una squadra inglese a vincere, l'Aston Villa.

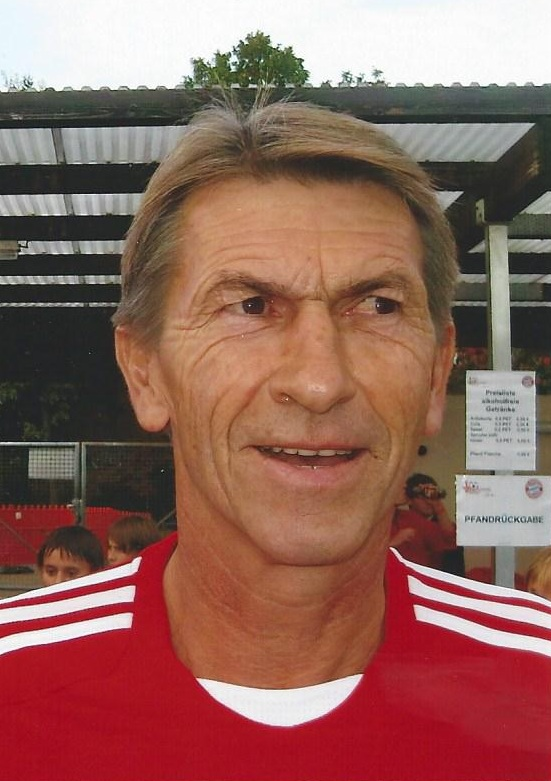
Klaus Augenthaler, capitano della squadra tra il 1984 e il 1991, in una foto del 2009

La stagione 1983-1984 inizia con il ritorno in panchina di Udo Lattek, che nel frattempo è diventato il primo allenatore a vincere tutti i tre principali trofei continentali con altrettante squadre. Il Bayern vince subito la settima coppa di Germania senza più Breitner in campo, e poco dopo anche Rummenigge lascia il club per trasferirsi all'Inter. Ad ogni modo i bavaresi acquistano Lothar Matthäus e Roland Wohlfarth e vincono il campionato 1984-1985. L'annata è inoltre nuovamente impreziosita da un'altra buona prova in campo europeo, nella Coppa delle Coppe: qui i tedeschi eliminano anche la Roma nei quarti, e vengono successivamente sconfitti in semifinale dai futuri campioni dell'Everton. Infine, dopo aver conquistato un nuovo double nella stagione 1985-1986 raggiungono la quinta finale della Coppa dei Campioni nell'edizione 1986-1987. In questa manifestazione eliminano anche il Real Madrid, mentre l'ultimo ostacolo è rappresentato dal Porto. A Vienna, però, sono proprio i portoghesi a prevalere: al settantottesimo minuto Rabah Madjer riesce a pareggiare con un famoso gol di tacco l'iniziale vantaggio di Ludwig Kögl, mentre due minuti dopo Juary batte nuovamente Jean-Marie Pfaff segnando la rete del definitivo 2-1. Intanto la squadra ha conquistato il decimo titolo tedesco, e Lattek lascia.

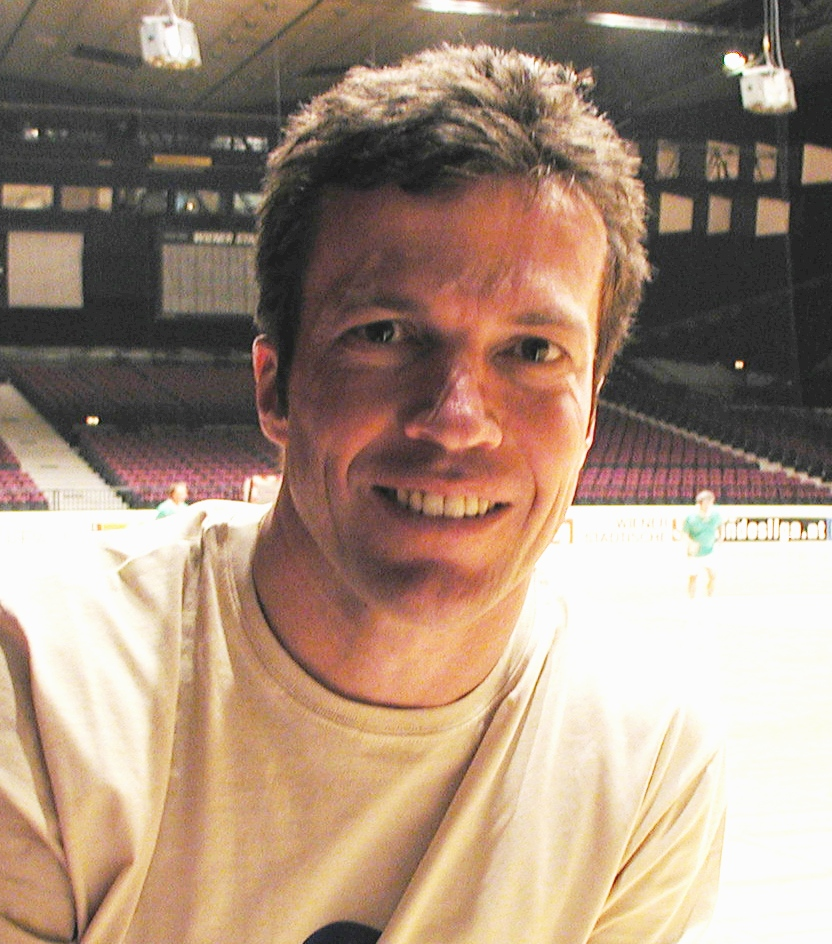
Lothar Matthaeus nel 2002

La stagione 1987-1988 inizia con Jupp Heynckes in panchina che conquista la prima Supercoppa di Germania, e si conclude con il trasferimento di Lothar Matthäus e Andreas Brehme all'Inter. Proprio i nerazzurri sono avversari dei bavaresi negli ottavi della Coppa UEFA 1988-1989: l'incontro di andata, giocato a Monaco, verrà ricordato anche per il bel gol di Nicola Berti che, intercettata la palla poco fuori dalla propria area di rigore fugge inseguito dai giocatori tedeschi verso la porta difesa da Raimond Aumann riuscendo poi a batterlo. La squadra italiana riesce a vincere l'incontro 2-0, ma la situazione cambia al termine della partita di Milano: i Rossi segnano tre gol in sette minuti, e riescono a qualificarsi grazie alla vittoria per 3-1. In seguito il Bayern viene eliminato in semifinale dal Napoli capitanato da Diego Armando Maradona che vincerà poi il trofeo, ma poco dopo arriva la conquista dell'undicesimo titolo. I bavaresi vincono il campionato anche nella stagione successiva, e in questo modo partecipano a due edizioni di Coppa dei Campioni; come già successo più volte in passato, però, in entrambe le occasioni vengono eliminati dalla squadra che si aggiudicherà la coppa, e sempre in semifinale: prima dal Milan, poi dalla Stella Rossa.

### Alla ricerca del giusto allenatore (1991-1998)
Heynckes lascia durante la stagione 1991-1992, che si rivela travagliata: sulla panchina del club si siedono anche Søren Lerby ed Erich Ribbeck. Il Bayern è eliminato nei sedicesimi della Coppa UEFA dopo aver subito contro il B 1903 la peggiore sconfitta esterna nelle competizioni europee, un 6-2, mentre il primo campionato dopo la riunificazione tedesca, dopo aver pericolosamente stazionato a ridosso della zona retrocessione nel marzo 1992 (quando Lerby è esonerato), è concluso al decimo posto, peggior piazzamento dalla stagione 1977-1978.
Decisa a non ripetere la disastrosa annata, per il 1992-1993 la dirigenza del club bavarese compie una campagna acquisti di rilievo, spendendo l'equivalente di 12 milioni di euro per portare al Bayern Thomas Helmer, il capitano della nazionale brasiliana Jorginho, Lothar Matthäus e Mehmet Scholl, mentre lasciano la Baviera Stefan Effenberg e Brian Laudrup. La ricostruita squadra va vicino alla riconquista del titolo, ma non riesce a far propria la vittoria, concludendo al secondo posto la Bundesliga.

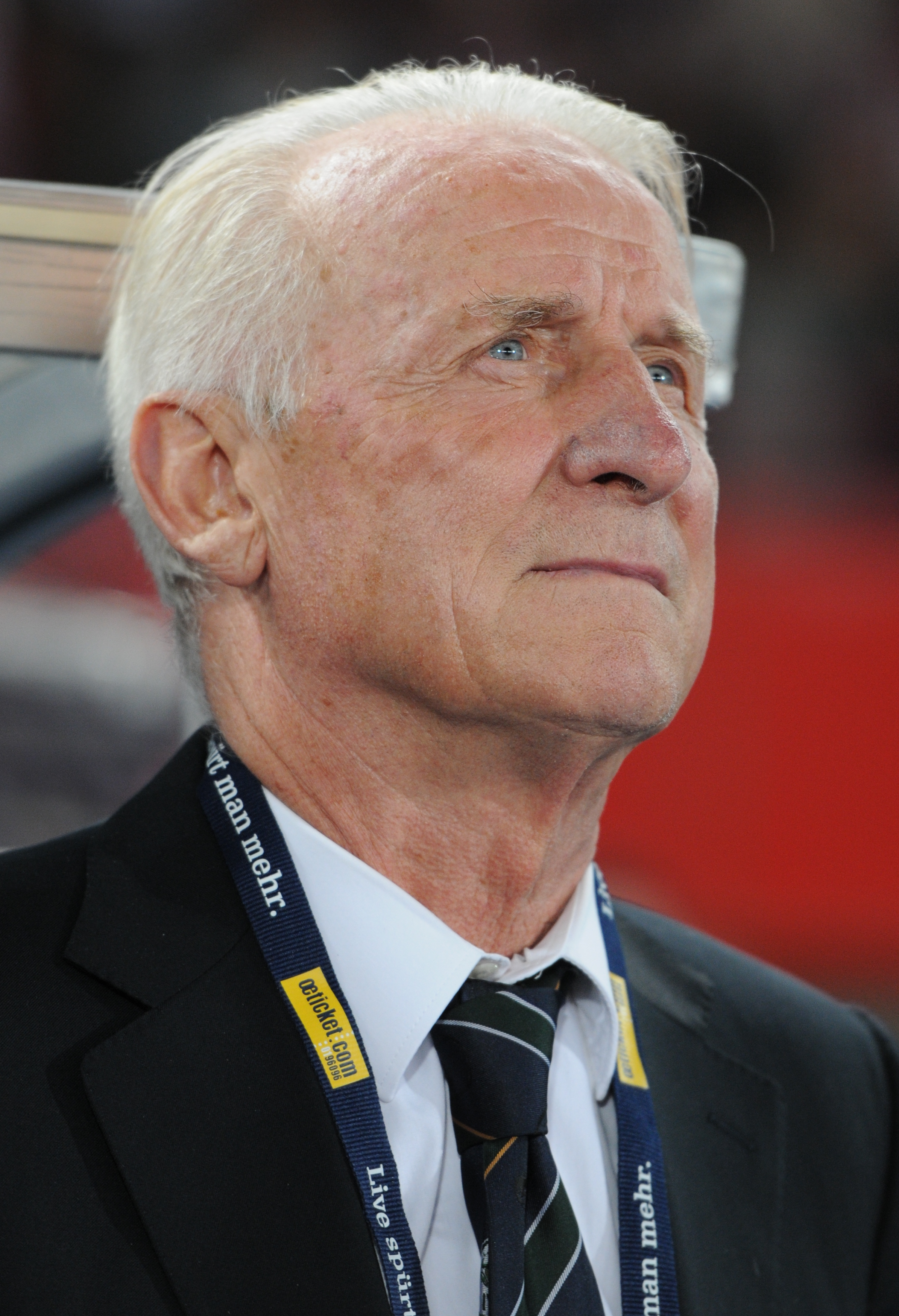
Giovanni Trapattoni, alla guida del Bayern in due riprese nella seconda metà degli anni '90.

La nuova annata vede, alla fine di dicembre 1993, l'avvicendamento tra Ribbeck e Beckenbauer, che torna così alla guida della squadra. Il Bayern torna al successo in campionato proprio nella stagione 1993-1994, ma Kaiser Franz lascia la panchina del club dopo il successo per tornare a ricoprire il ruolo di presidente. Nella stessa stagione la squadra subisce una clamorosa eliminazione al secondo turno della Coppa UEFA contro gli inglesi del Norwich City.
Nella sessione estiva di calciomercato del 1994 sono ingaggiati tra gli altri Oliver Kahn, Alain Sutter e il Pallone d'oro Jean-Pierre Papin, mentre in panchina arriva l'italiano Giovanni Trapattoni. La stagione inizia male, con la sconfitta contro il Werder Brema in Supercoppa di Germania, e prosegue peggio, con l'eliminazione al primo turno della Coppa di Germania per la terza volta in quattro anni. I bavaresi raggiungono la semifinale di UEFA Champions League, dove la corsa si interrompe contro l'Ajax poi vincitore della competizione (gli olandesi si impongono per 5-2 in casa dopo lo 0-0 dell'andata). In campionato la squadra del Trap delude e chiude sesta.
All'italiano subentra Otto Rehhagel, reduce da ottime annate alla guida del Werder Brema, ma la squadra, pur rinforzata con gli innesti della punta Jürgen Klinsmann e del difensore Andreas Herzog, continua a fare notizia più sui giornali scandalistici che per le imprese sul campo, tanto che la squadra è soprannominata FC Hollywood per via della frequenza con cui i suoi calciatori appaiono sulle pagine di gossip. Per disaccordi con i dirigenti, Rehhagel è silurato e sostituito da Beckenbauer, che subentra nuovamente nelle vesti di allenatore della squadra. Sotto la guida del Kaiser, nella stagione 1995-1996 i tedeschi chiudono al secondo posto il campionato, a sei punti dalla vetta, ma si aggiudicano l'ultima delle tre principali competizioni UEFA per club che manca al loro palmarès: battendo per due volte nella doppia finale il Bordeaux di Zinédine Zidane e Bixente Lizarazu (2-0 in casa e 3-1 in trasferta) vincono infatti la Coppa UEFA, con Jürgen Klinsmann che si laurea capocannoniere della manifestazione. Per i bavaresi è il primo trofeo internazionale dopo vent'anni.
È di nuovo Giovanni Trapattoni a sedere sulla panchina del Bayern nell'estate del 1996. Pur eliminata al primo turno della Coppa UEFA da detentrice, la compagine bavarese riuscirà alla fine ad aggiudicarsi la Bundesliga 1996-1997 dopo un lungo testa a testa con il Borussia Dortmund campione in carica, anche se alla fine il Bayern precederà il Bayer Leverkusen di due punti, con il titolo vinto alla penultima giornata.
Nel 1997-1998 il Trap guida i bavaresi a due successi nelle coppe, la Coppa di Lega (2-0 in finale allo Stoccarda) e la Coppa di Germania (2-1 in finale al Duisburg), mentre il campionato è terminato al secondo posto alle spalle della grande sorpresa Kaiserslautern, laureatasi campione da neopromossa e capace di sconfiggere il Bayern alla prima giornata. Rimane molto famosa una conferenza stampa tenuta il 10 marzo 1998 dall'allenatore italiano, che con veemenza accusa alcuni suoi calciatori di scarso impegno e di mancanza di professionalità.

## Nuovi successi nazionali e la quinta Champions (1998-2011)

### L'era Hitzfeld (1998-2004)

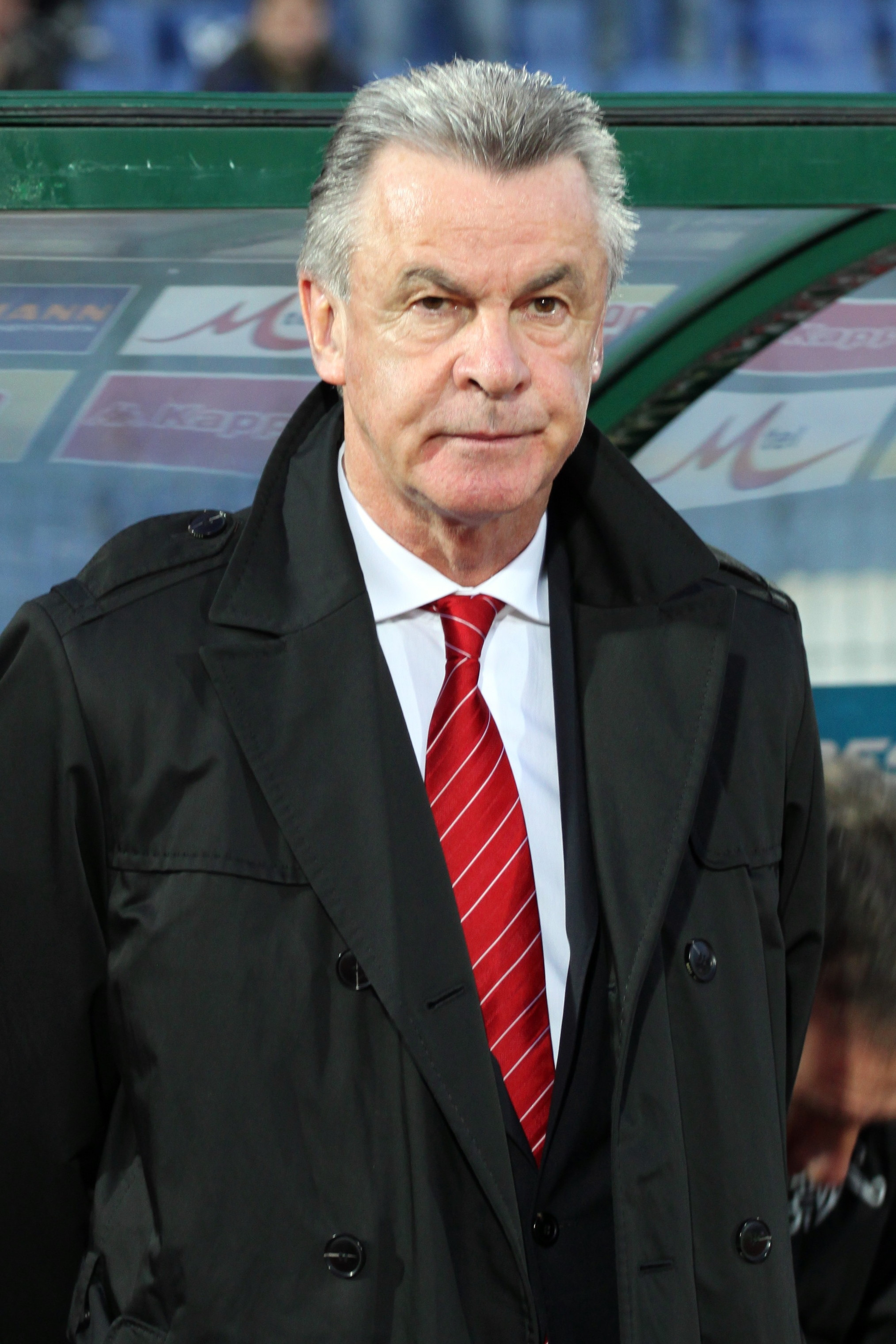
Ottmar Hitzfeld guida il Bayern Monaco alla conquista della UEFA Champions League 2000-2001, la quarta della storia del club

Nell'estate del 1998 è Ottmar Hitzfeld a sedersi sulla panchina del club bavarese. Laureatosi campione d'Europa con il Borussia Dortmund poco più di un anno prima, il tecnico svizzero comincia la stagione con la vittoria della Coppa di Lega (4-0 in finale allo Stoccarda) e guida il Bayern verso la sua sesta finale di UEFA Champions League: partendo dai preliminari, i rossi di Baviera vincono il proprio girone precedendo Manchester Utd e Barcellona, poi eliminano i connazionali del Kaiserslautern ai quarti di finale e gli ucraini della Dinamo Kiev in semifinale, ritrovando così il Manchester United al Camp Nou di Barcellona. La finale pare andare per il verso giusto per i bavaresi, che segnano in apertura con Mario Basler e mantengono il vantaggio fino al novantesimo, tuttavia i minuti di recupero sono a loro fatali: lo United segna due gol a tempo scaduto e conquista, così, la coppa. In questa stagione la squadra bavarese mette comunque in bacheca il titolo tedesco e lo stesso fa nella successiva: questa volta il campionato è vinto raggiungendo il Bayer Leverkusen in classifica all'ultima giornata e grazie alla miglior differenza reti. Poco prima la squadra era stata eliminata nella semifinale di UEFA Champions League dai futuri campioni del Real Madrid, che però erano finiti dietro ai tedeschi in classifica nella seconda fase a gruppi del torneo.
La stagione 2000-2001 è tra le più memorabili nella storia del club: il Bayern si aggiudica la UEFA Champions League per la quarta volta, a venticinque anni di distanza dall'ultimo trionfo nella competizione. Durante il cammino i tedeschi eliminano le due grandi favorite per la conquista del trofeo nonché le detentrici delle ultime due edizioni, il Manchester United e il Real Madrid, rispettivamente ai quarti e in semifinale, ottenendo anche quattro vittorie in altrettante partite. La settima finale di Champions dei bavaresi si gioca al Meazza di Milano contro il Valencia e ha un epilogo ai tiri di rigore, dopo che due calci di rigore avevano caratterizzato i tempi regolamentari: nei primi 90 minuti di gioco, dal dischetto segnano prima Gaizka Mendieta per gli spagnoli poi Stefan Effenberg, mentre in precedenza Mehmet Scholl si era fatto parare il rigore del possibile pareggio. Questo risultato rimane immutato anche alla fine dei tempi supplementari, poi il Bayern vince il trofeo dagli undici metri, dopo che Oliver Kahn riesce a parare il tiro a Mauricio Pellegrino. Qualche giorno prima la squadra di Monaco aveva vinto per la diciassettesima volta il campionato tedesco: un gol di Patrik Andersson su calcio di punizione indiretto, segnato in pieno recupero, aveva consentito di pervenire al pareggio contro l'Amburgo e di tenere a distanza lo Schalke 04, inutilmente vittorioso contro l'Unterhaching.

Il capitano bavarese Stefan Effenberg solleva il trofeo della Champions League al termine della finale di Milano, 23 maggio 2001

La stagione successiva si apre con la sconfitta dei tedeschi nella Supercoppa UEFA contro il Liverpool e prosegue con l'eliminazione nei quarti della UEFA Champions League ad opera del Real Madrid, poi vincitore del trofeo. Ad ogni modo l'avvenimento principale è la conquista della seconda coppa Intercontinentale: il 27 novembre 2001 è Samuel Kuffour a segnare nei tempi supplementari il gol che permette di battere il Boca Juniors allo stadio Olimpico di Tokyo.
Il Bayern centra poi il double nella stagione 2002-2003, quando Giovane Élber è il capocannoniere del campionato e Bastian Schweinsteiger fa il suo esordio in prima squadra. La coppa nazionale viene vinta battendo in finale il Kaiserslautern per 3-1. In UEFA Champions League, invece, le cose vanno decisamente peggio: i bavaresi, teste di serie ai sorteggi, si collocano all'ultimo posto nella classifica del girone di prima fase, dopo aver ottenuto due soli punti. Per la 2003-2004, ultima stagione con il tecnico Hitzfeld, vengono ingaggiati il difensore Lúcio e il centrocampista Michael Ballack, provenienti dal Bayer Leverkusen, e il bomber olandese Roy Makaay, prelevato per 19 milioni di euro dal Deportivo La Coruña. La squadra termina l'annata 2003-2004 al secondo posto in campionato, alle spalle del sorprendente Werder Brema, e viene eliminata dalla coppa nazionale da una squadra di caratura ben inferiore, l'Alemannia Aquisgrana, e agli ottavi di UEFA Champions League dal Real Madrid.

### I successi in patria (2004-2008)

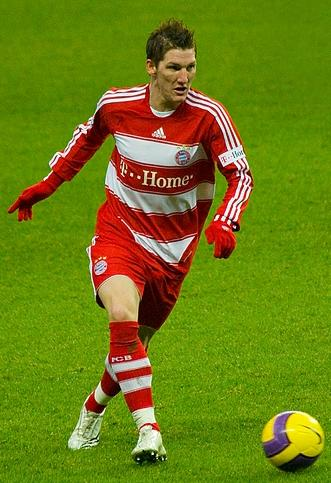
Bastian Schweinsteiger nel 2007

Nell'estate del 2004 è Felix Magath ad assumere la guida del Bayern, che si comporta molto bene in ambito nazionale, ma non ottiene altrettanto successo in campo internazionale. Infatti nella stagione 2004-2005 e in quella successiva, la prima giocata nel moderno stadio inaugurato nel 2005, l'Allianz Arena, arrivano due double (in finale di coppa vengono sconfitti lo Schalke 04 per 2-1 e l'Eintracht Francoforte per 1-0), ma nella UEFA Champions League il club bavarese viene eliminato dal Chelsea ai quarti dell'edizione 2004-2005 e dal Milan agli ottavi di finale dell'edizione 2005-2006 (decisiva la sconfitta per 4-1 subita nella gara di ritorno al Meazza). Nel 2006 salutano il Bayern due colonne come Bixente Lizarazu e Jens Jeremies e lasciano il club anche Zé Roberto e la stella Ballack, che abbandona la squadra a parametro zero per approdare al Chelsea.
La stagione 2006-2007 parte con gli innesti di Lukas Podolski, Daniel Van Buyten e Mark van Bommel. A metà dell'annata, il 31 gennaio 2007, dati i risultati non convincenti, Magath viene esonerato e sostituito con il rientrante Hitzfeld, che conduce i bavaresi al quarto posto in campionato, a dieci punti dallo Stoccarda vincitore e a sei dal Werder Brema terzo. Per il secondo anno consecutivo è il Milan, autentica bestia nera dei bavaresi, ad eliminare il Bayern dalla UEFA Champions League, ai quarti: dopo un incoraggiante 2-2 ottenuto a San Siro, i rossoneri vincono per 2-0 a Monaco.

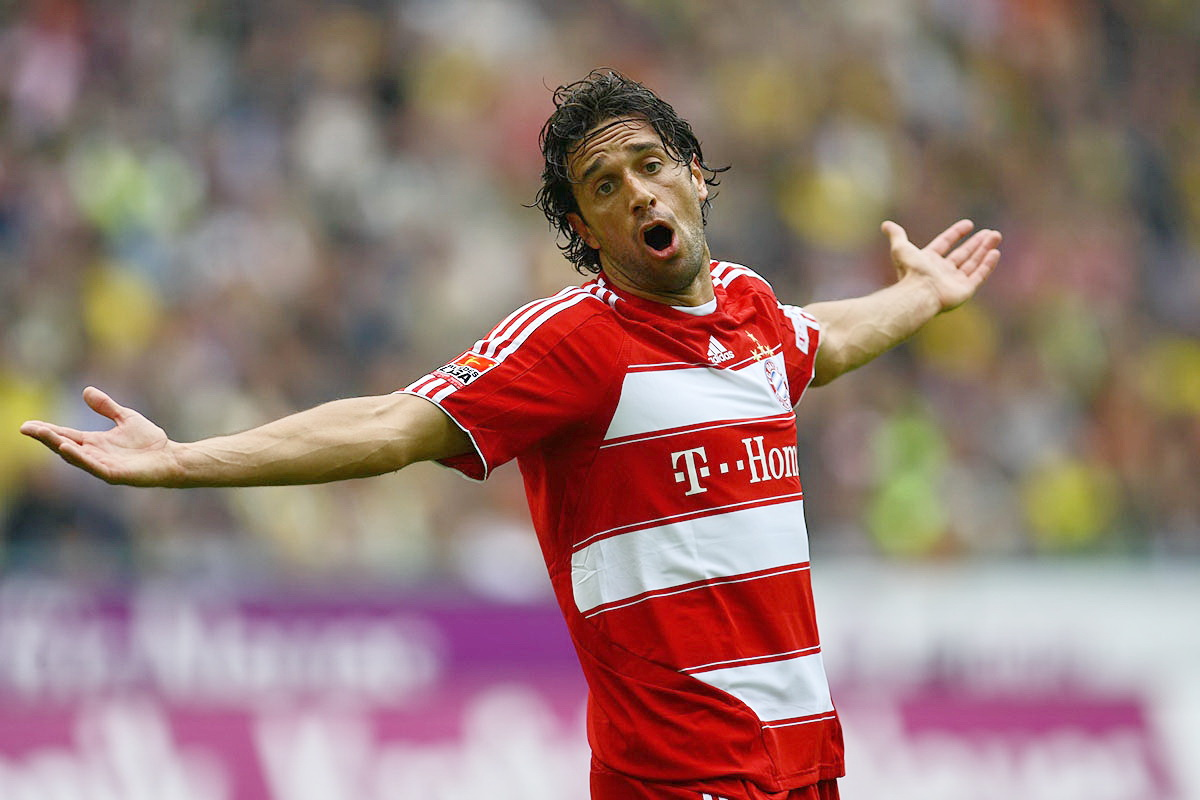
Luca Toni nel 2008

Nell'estate del 2007 la dirigenza conclude alcuni acquisti importanti, tra i quali quelli di Luca Toni, Franck Ribéry e Miroslav Klose, e la squadra partecipa alla Coppa UEFA. In questa competizione i bavaresi sono considerati i grandi favoriti, ma raggiungono le semifinali: sono eliminati dallo Zenit San Pietroburgo, che dopo l'1-1 in Baviera infligge ai tedeschi un pesante 4-0 nel ritorno giocato allo Stadio Petrovskij. Poco dopo il Bayern conquista in patria sia la Coppa, ottenuta battendo in finale il Borussia Dortmund dopo i tempi supplementari, che il campionato, conquistato aritmeticamente grazie al pareggio alla trentaduesima giornata con il Wolfsburg. È l'ultimo trofeo vinto da Oliver Kahn, mentre Luca Toni, con 24 gol realizzati, si aggiudica il titolo di capocannoniere della Bundesliga.

### Anni di alterne fortune (2008-2011)
Nella stagione 2008-2009 l'allenatore è Jürgen Klinsmann. Sotto la sua guida, i bavaresi vincono complessivamente 12-1 contro lo Sporting Lisbona negli ottavi della Champions League, stabilendo tra l'altro il maggior scarto nei turni ad eliminazione diretta della manifestazione, ma sono eliminati nel turno successivo dal Barcellona dopo aver subito un altro 4-0 esterno. Anche nella Coppa di Germania il Bayern viene eliminato ai quarti, mentre Klinsmann è esonerato il 27 aprile, in seguito alla sconfitta casalinga contro lo Schalke 04 subita in Bundesliga. Qui la squadra si trova in terza posizione, e viene condotta al secondo posto finale da Jupp Heynckes.
Nell'estate 2009 la società assume Louis van Gaal come allenatore, e ingaggia tra gli altri Arjen Robben; viene anche acquistato Mario Gómez, tuttavia il tecnico olandese dichiara che l'ingente spesa (trenta milioni) non era necessaria per il suo progetto. In dicembre i tedeschi vincono 4-1 in casa della Juventus e si guadagnano la qualificazione alla fase ad eliminazione diretta della Champions League, dove eliminano prima la Fiorentina poi il Manchester Utd, entrambe grazie alla regola dei gol fuori casa. Viene poi sconfitto anche il Olympique Lione, e arriva così la qualificazione all'ottava finale, che si gioca il 22 maggio a Madrid contro l'Inter. Per i due club conquistare la coppa significa anche centrare il treble: entrambi hanno infatti già vinto sia il campionato che la coppa nazionale. A riuscire nell'impresa sono però i nerazzurri, che vincono l'incontro grazie alla doppietta di Diego Milito, autore di un gol per tempo. Nella stagione successiva il Bayern non può inizialmente far affidamento su Robben, che è vittima di un infortunio, e in campionato la squadra chiude il girone di andata al quinto posto, a quattordici punti di distanza dalla capolista Borussia Dortmund. In gennaio il capitano Mark van Bommel viene ceduto al Milan, mentre negli ottavi della Champions League i tedeschi ritrovano l'Inter, e sono nuovamente sconfitti. Il 10 aprile van Gaal viene esonerato, e viene sostituito fino alla fine della stagione da Andries Jonker; i bavaresi vengono condotti al terzo posto in campionato.

## Un'era di successi nazionali e internazionali (2011-presente)

### La gestione Heynckes e iltrebledel 2013

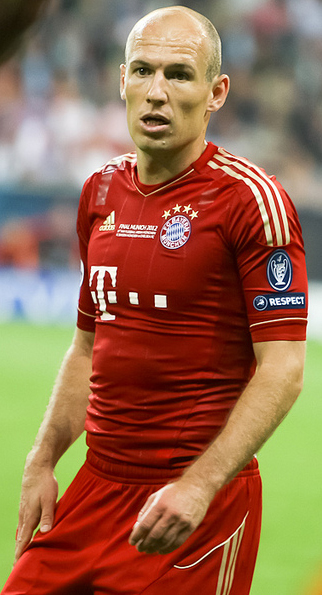
Arjen Robben, grande protagonista della vittoria della UEFA Champions League 2012-2013 con il suo gol decisivo in finale

Come annunciato il 25 marzo 2011, il nuovo allenatore per la stagione 2011-2012 è per la terza volta Jupp Heynckes. L'annata vede il Bayern approdare alla finale di UEFA Champions League: la partita è in programma proprio nello stadio di casa, contro il Chelsea. I tedeschi sbloccano l'incontro all'ottantatreesimo con il gol di Thomas Müller, ma cinque minuti dopo Didier Drogba riesce a battere Manuel Neuer; alla fine sono gli inglesi a sollevare il trofeo, dopo i tiri di rigore. In ambito nazionale, i bavaresi finiscono invece alle spalle del Borussia Dortmund sia in campionato sia nella coppa nazionale, nella cui finale vengono battuti dai gialloneri per 5-2. La situazione si inverte però nella stagione successiva: il Bayern vince contro i rivali la supercoppa nazionale, mentre in Bundesliga stabilisce il record di punti, di vittorie, di distacco dalla seconda e di turni di anticipo per la conquista matematica del ventitreesimo titolo, mettendo in bacheca il Deutsche Meisterschale con sei giornate d'anticipo. In UEFA Champions League, i bavaresi surclassano nelle semifinali il Barcellona con un punteggio complessivo di 7-0, e si qualificano alla loro terza finale in quattro anni. La gara si gioca a Wembley, con il Bayern si trova di fronte la squadra di Dortmund, ed è vinta dai bavaresi per 2-1 grazie ai gol di Mario Mandžukić e Arjen Robben, potendo così festeggiare il quinto successo nella manifestazione. Il Bayern conquista anche la sedicesima Coppa di Germania battendo in finale lo Stoccarda e centra così lo storico treble.

### Undici titoli nazionali di fila, la Champions del 2020 e ilsextuple

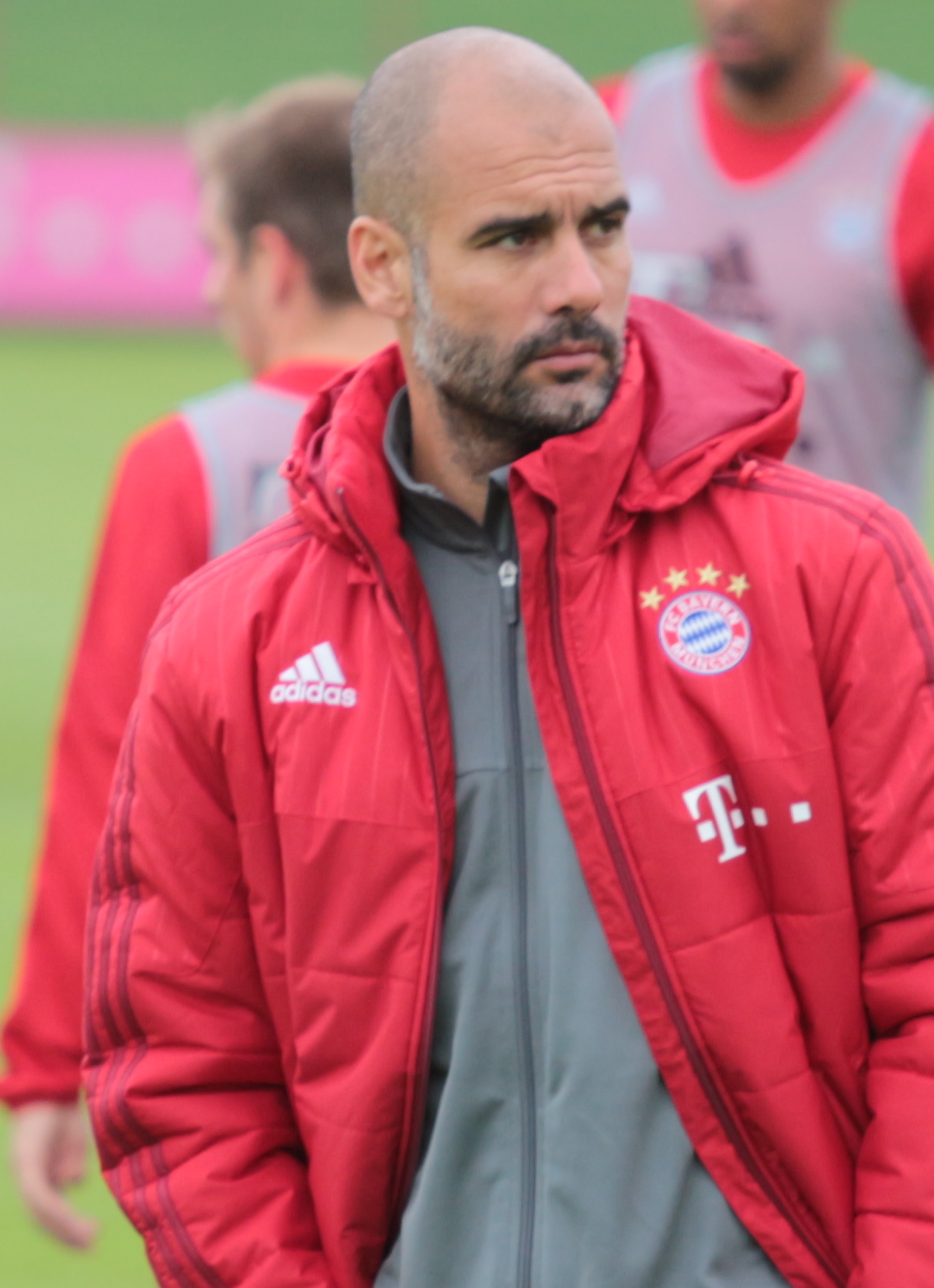
Josep Guardiola, alla guida del Bayern dal 2013 al 2016.

Nella stagione 2013-2014, in seguito al ritiro di Heynckes, a guidare il Bayern è Josep Guardiola. L'allenatore spagnolo esordisce ufficialmente con la sconfitta nella Supercoppa di Germania, tuttavia poco dopo conduce la squadra alla vittoria della prima Supercoppa UEFA: questo dopo aver sconfitto a Praga il Chelsea. In dicembre poi, in seguito alla vittoria a Marrakech contro il Raja Casablanca, viene messa in bacheca anche la prima Coppa del mondo per club FIFA. Il Bayern è poi eliminato dal Real Madrid nella semifinale di Champions League, stabilendo però il record di vittorie consecutive nella manifestazione, dieci, e mette in bacheca il ventiquattresimo titolo nazionale con sette giornate d'anticipo, vincendo le ultime diciannove partite e stabilendo numerosi record. L'annata è impreziosita dal double, arrivato con la vittoria della diciassettesima Coppa di Germania. Nelle due stagioni successive i bavaresi raggiungono sempre le semifinali della Champions League (eliminazioni contro Barcellona e Atlético Madrid) e conquistano altrettanti titoli di Bundesliga, arrivando così al record di quattro successi consecutivi nella manifestazione. Sempre in campionato il 24 ottobre 2015 la squadra ottiene, in seguito al 4-0 contro il Colonia, la millesima vittoria. Il Bayern si aggiudica, per la diciottesima volta, la Coppa di Germania.

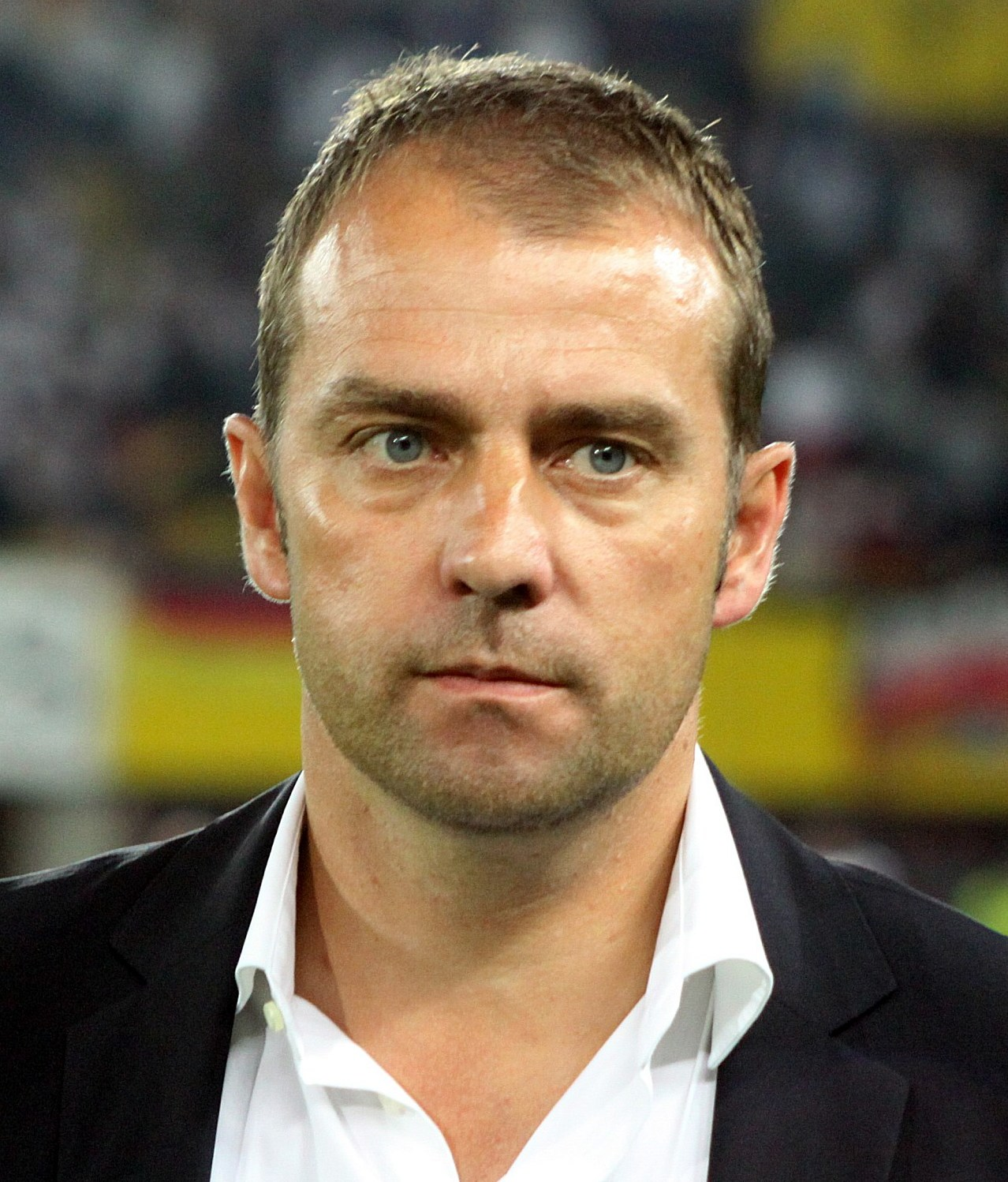
Hans-Dieter Flick, allenatore del Bayern dal 2019 al 2021, vinse la UEFA Champions League 2019-2020.

Come noto dal 20 dicembre 2015, il successore di Guardiola per la stagione seguente è Carlo Ancelotti, che firma un contratto triennale. Il tecnico italiano inizia la sua esperienza a Monaco vincendo la Supercoppa di Germania (2-0 sul Borussia Dortmund), ed in seguito conduce i suoi sino ai quarti di finale di Champions League, dove l'eliminazione giunge per mano del Real Madrid, e alla semifinale di Coppa di Germania, dove i bavaresi cadono contro il Borussia Dortmund. Il quinto titolo tedesco consecutivo è ottenuto con tre giornate di anticipo grazie ad un 6-0 contro il Wolfsburg. La stagione 2017-2018 inizia con la vittoria della Supercoppa di Germania ai tiri di rigore contro il Borussia Dortmund, ma il 28 settembre Ancelotti è esonerato in seguito ad un avvio non brillante in campionato ed alla sconfitta per 3-0 patita contro il Paris Saint-Germain nella fase a gironi di Champions League. All'allenatore reggiano subentra qualche giorno più tardi il rientrante Jupp Heynckes, che il 7 aprile 2018 conduce i suoi alla vittoria del ventottesimo titolo nazionale, il sesto consecutivo: decisiva è la vittoria per 4-1 in casa dell'Augusta. In Champions League è ancora il Real Madrid di Zinédine Zidane ad eliminare i bavaresi, stavolta in semifinale, mentre in Coppa di Germania il Bayern arriva in finale, dove è sconfitto clamorosamente per 3-1 dall'Eintracht Francoforte allenato da Niko Kovač.
La stagione 2018-2019, l'ultima al Bayern per Franck Ribéry e Arjen Robben, si apre con la vittoria di un altro trofeo, la Supercoppa di Germania, sotto la guida del nuovo tecnico Niko Kovač (come noto da aprile). L'allenatore croato inizia l'annata sconfiggendo per 5-0 la sua ex squadra, l'Eintracht Francoforte, e guida i bavaresi al loro 29º titolo nazionale, il settimo di fila, nonché alla vittoria della Coppa di Germania (3-0 in finale all'RB Lipsia), centrando un treble di trofei nazionali che mancava da sei anni. Grazie a questi due successi, Kovač diventa il primo nella storia del calcio tedesco a conseguire un double sia da giocatore che da allenatore. Il cammino in UEFA Champions League dei bavaresi si interrompe, invece, già agli ottavi di finale, contro il Liverpool futuro campione.
Dopo tre successi di fila, nell'estate del 2019 il Bayern, giunto all'ottava gara consecutiva nel torneo, perde la Supercoppa di Germania (2-0 contro il Borussia Dortmund). Il 3 novembre 2019, in seguito ad un avvio di stagione 2019-2020 contrassegnato da risultati altalenanti, il club comunica la rescissione consensuale del contratto con Kovač, dopo la sconfitta per 5-1 sul campo dell'Eintracht Francoforte. Il subentrato Hans-Dieter Flick, prima ad interim e, dopo un positivo esordio, in via definitiva, guida i bavaresi alla vittoria del titolo per l'ottava volta consecutiva, con due giornate di anticipo rispetto alla fine del torneo, alla vittoria della Coppa di Germania e vittoria della UEFA Champions League, ottenuta battendo in finale il Paris Saint-Germain per 1-0 (Rete di Kingsley Coman) e centrando così il secondo treble nella storia del club bavarese, che in questa annata diviene l'unica squadra capace di vincere tutte le partite di Champions giocate in una sola stagione.
L'annata 2020-2021 si apre con le vittorie della Supercoppa UEFA, grazie al successo per 2-1 ai tempi supplementari contro il Siviglia, e della Supercoppa di Germania, in virtù del successo per 3-2 contro il Borussia Dortmund. L'11 febbraio 2021 la compagine tedesca vince per la seconda volta la Coppa del mondo per club, battendo per 1-0 il Tigres UANL nella finale dello stadio dell'Education City di Doha e completando il sextuple, impresa riuscita in precedenza solo al Barcellona nel 2009. La stagione si chiude con un altro successo in campionato, il trentunesimo, mentre in UEFA Champions League i bavaresi si fermano ai quarti di finale.
Terminata la gestione di Flick, la panchina dei bavaresi passa a Julian Nagelsmann. La stagione 2021-2022 vede il Bayern iniziare con una vittoria per 3-1 contro il Borussia Dortmund nella Supercoppa tedesca. Eliminati dalla Coppa di Germania dal Borussia M'gladbach, vittorioso per 5-0, in UEFA Champions League i bavaresi vincono il proprio girone a punteggio pieno, poi eliminano facilmente il Salisburgo (7-1 nella gara di ritorno), ma cadono a sorpresa ai quarti di finale contro gli spagnoli del Villarreal. Sul fronte nazionale, la squadra continua a dominare la scena, laureandosi campione di Germania per la decima volta di fila e con tre turni di anticipo (decisivo il successo nel Klassiker contro il Borussia Dortmund), con Thomas Müller che diviene il calciatore tedesco con più campionati tedeschi vinti (11).
L'annata 2022-2023 comincia in modo positivo, ma nella seconda parte della stagione la squadra inizia a faticare in campionato, subendo la rimonta degli avversari del Borussia Dortmund, e il rapporto tra allenatore e giocatori si incrina; ciò costa la panchina a Nagelsmann, che nel mese di marzo 2023 viene sostituito da Thomas Tuchel. Malgrado il sorpasso dei gialloneri alla penultima giornata, i bavaresi riescono ad aggiudicarsi il titolo per l'undicesima volta di fila grazie a una migliore differenza reti, vincendo all'ultimo turno e approfittando del contemporaneo pari dei rivali, che chiudono a pari punti con il Bayern. L'annata seguente, invece, termina per il Bayern senza trofei per la prima volta in dodici anni: la squadra si piazza terza in campionato e raggiunge le semifinali della UEFA Champions League. Sotto la guida di Vincent Kompany, i bavaresi tornano a vincere il campionato nel 2024-2025.